# .ug
.ug (Uganda) é o código TLD (ccTLD) na Internet para a Uganda.